# Rariștea, Constanța
Rariștea este un sat în comuna Ion Corvin din județul Constanța, Dobrogea, România. În trecut s-a numit Bazarghian/ Gura Orman. La recensământul din 2002 avea o populație de 364 locuitori.